# Mark Jones (rugby à XV)
Pour les articles homonymes, voir Jones et Mark Jones.
Pas d'image ? Cliquez ici

a Compétitions nationales et continentales officielles uniquement.

b Matchs officiels uniquement.
Dernière mise à jour le 5 février 2012.
Mark Anthony Jones, né le 7 novembre 1979 à Builth Wells, est un joueur de rugby à XV, qui joue avec l'équipe du Pays de Galles depuis 2001, évoluant au poste de trois quart aile. Il joue avec le club des Llanelli Scarlets.

## Carrière
Mark Jones dispute son premier test match le 3 février 2001 contre l'équipe d'Angleterre. Il participe à la coupe du monde 2003 (4 matchs, défaite en quarts de finale). Il joue avec les Llanelli Scarlets en Coupe d'Europe et en Celtic league.

## Statistiques en équipe nationale
- 16 sélections
- Sélections par année : 3 en 2001, 4 en 2002, 9 en 2003
- Tournois des Six Nations disputés : 2001, 2003